# Хотел Рај (филм)
Хотел Рај (познат и као Хотел Раи, Хотел Рај) бугарски је документарни филм из 2010. године, редитељка Sophia Tzavella. Приказује животе Рома који живе у стамбеном блоку у селу у провинцији Јамбол у Бугарској.
Филм је добио награду ФИПРЕСЦИ за филм у међународној селекцији на 13. Међународном филмском фестивалу у Солуну .

## Радња
Млади Демир сања о венчању. Но његов блок стамбених зграда „Хотел Рај“ у предграђу провинцијскога града у Бугарској није баш место за романсу.
Пре 25 година блок је имао је све што је потребно да буде узор социјалистичког раја: од паркета на подовима до интерфона, централно грејање са топлом водом за којим су сви чезнули, уличну расвету, клупе под шушкавим стаблима јабука. Неко је то место прозвао „Хотел Рај“ и то је име остало. Но са годинама се блок постепено мењао.
Паркет је нестао. Нестало је воде. Светла су се угасила. Но сваки од 1500 становника има план како ће вратити сан изгубљеног раја.